# Syrianarpia
Syrianarpia là một chi bướm đêm thuộc họ Crambidae.

## Các loài
- Syrianarpia faunieralis Gianti, 2005
- Syrianarpia kasyi Leraut, 1984
- Syrianarpia mendicalis (Staudinger, 1879)